# Simon Gallup
Simon Jonathan Gallup (Surrey, 1 de junio de 1960) es un bajista inglés, integrante de la banda de rock The Cure.

## Biografía
Simon Jonathan Gallup se unió a The Cure en 1979 después de que Michael Dempsey, primer bajista de la banda, se retirara por un "choque de personalidades" con los otros dos miembros, Robert Smith y Laurence Tolhurst.[cita requerida] El álbum con el que debutó en la banda fue Seventeen Seconds. 
Cabe destacar la importancia del ingreso de Simon Gallup a la banda y el cambio de sonido que este le dio a The Cure; en sus inicios The Cure hacían música más acelerada, recordando más al punk y al ska; de hecho, Robert Smith ha admitido que en un inicio él quería que su banda sonara parecida a The Buzzcocks, es por eso que sus primeros temas post punk sonaban con un punk acelerado, además de que Robert tocaba muy rápido y parece que al bajista original le agradaba la idea, pero después de ello, cuando entre 1979 y 1980 Smith se hizo miembro de reemplazo en Siouxsie And The Banshees, esto le influenció e hizo buscar un sonido más oscuro y menos punk y acelerado, es por eso que después de diferencias con el bajista original, Smith terminó echándolo de la banda, para después contratar a Gallup, que le dio su toque diferente al bajo, con un sonido más oscuro (que de hecho es lo que Smith buscaba), que después ayudó a que naciera la famosa trilogía siniestra en The Cure. 
En 1982, Simon fue expulsado del grupo por problemas tras una supuesta pelea en un bar con el vocalista y guitarrista Robert Smith, poco tiempo después de haber grabado el álbum , en el cual también ejecutó los teclados y finalizó la gira de promoción de dicho álbum. Posteriormente, se reintegró como bajista a la banda en 1985, en la que ha permanecido hasta la actualidad.
Durante su separación de The Cure (1982-1984), formó la banda Fools dance. Anteriormente, entre 1976-1979 fue bajista de la banda Lockjaw, y en 1979 de la banda The magazine spies.[cita requerida]

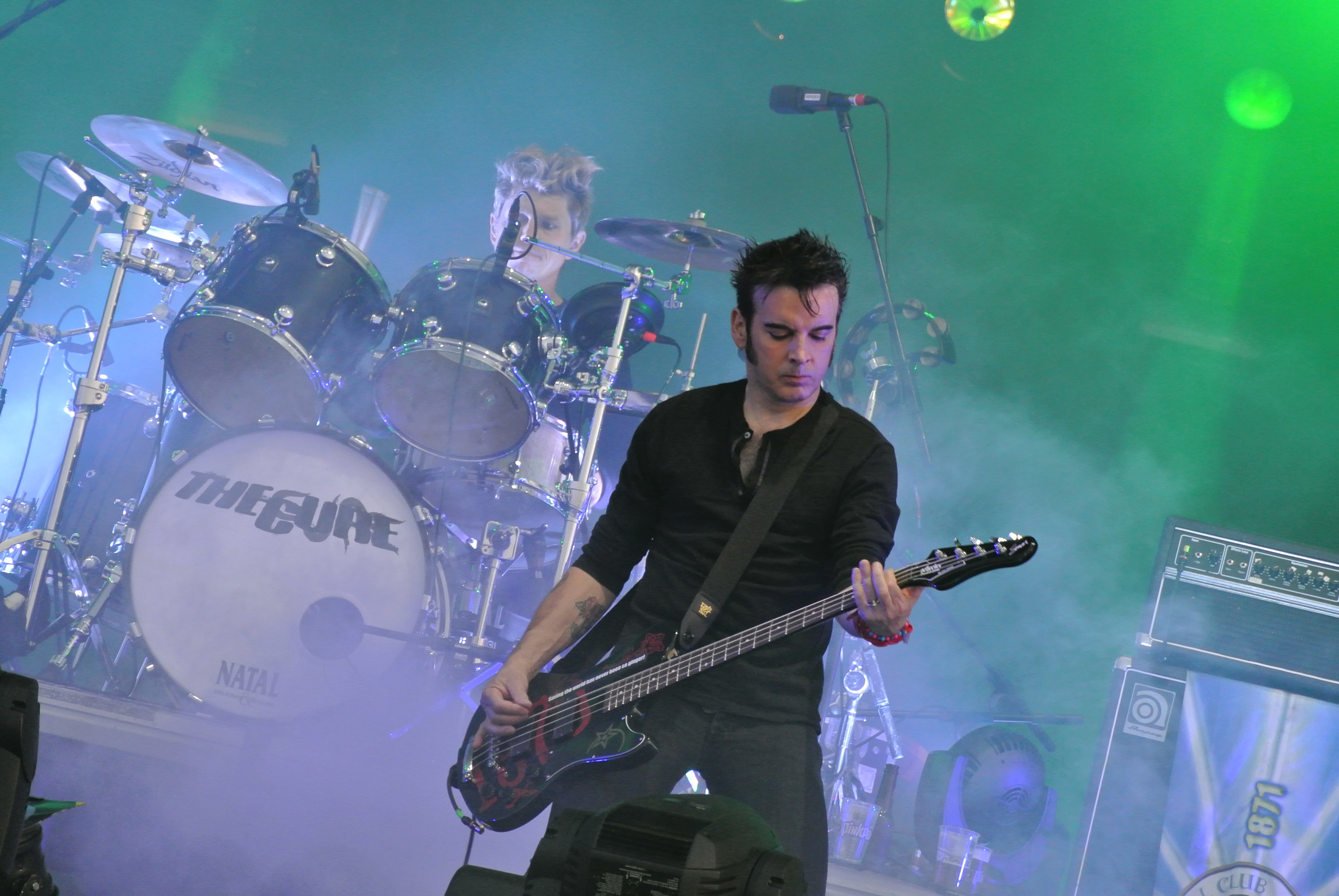
Simon Gallup (frente) y Jason Cooper (atrás) durante el concierto del Primavera Sound de 2012.

Sin duda alguna, Simon Gallup, junto a Robert Smith y Lol Tolhurst, ha sido un miembro clave de The Cure a lo largo de su historia. Su regreso a la banda, después que Robert reconociera sus propios errores, mostró que su aporte al sonido de The Cure era fundamental.[cita requerida]
El sonido de Gallup al bajo probablemente encontró uno de sus mejores momentos en el año 1986, año en el que se grabó el concierto The Cure in orange en las versiones en vivo de Push, A Night Like This, Kyoto Song y Shake Dog Shake.[cita requerida]
Es un gran seguidor del Reading FC.[cita requerida]
- Datos: Q45175
- Multimedia: Simon Gallup / Q45175